# Dlouhá Ves (zámek)
Dlouhá Ves je zaniklý zámek, který stával v obci Dlouhá Ves v okrese Klatovy.

## Historie
První písemná zmínka o tvrzi, která zámku předcházela, pochází z roku 1290, kdy ji vlastnil vladyka Blajislav z Dlouhé Vsi. V roce 1318 je jako majitel uváděn Lipolt, v roce 1320 Vojsa a v letech 1404–1413 Vitmar. Kolem roku 1497 koupil statek Prokop Tomek z Čejkov. Ve vlastnictví pánů z Čejkov zůstal do roku 1589, kdy ji Jindřich Tomek prodal Janu Čejkovi z Olbramovic a na Němčicích. Kolem roku 1650, po smrti Mikuláše Jetřicha z Olbramovic, jej získal Jan Kašpar Hozlauer z Hozlau, který Dlouhou Ves s rytířským sídlem, dvorem, pivovarem a třemi vesnicemi roku 1652 prodal Izabele Markétě Hýzralové ze Slahausenu. Roku 1694 ji hrabě Inocenc Ferdinand Buben z Litic prodal Janu Schafbergerovi z Trubergu a Johaně Wernerové z Geyersbergu. Poslední zmínka o tvrzi je z roku 1697, kdy ji odkoupil Jan Jiří Schuman.
Schumanové roku 1732 nechali tvrz přestavět na zámek a v jejich vlastnictví zůstal do roku 1785, kdy jej jako zadlužený koupil Michael Lazari. V roce 1787 však Dlouhá Ves skončila v dražbě a novým majitelem se stal Josef Enis z Atteru. V letech 1800–1930 zámek vlastnili Schwarzenbergové. Krátce poté neudržovaný zámek vyhořel a kolem roku 1949 došlo ke stržení zbytků stavby. V šedesátých letech 20. století byla zbořena i stodola z roku 1718 a na začátku osmdesátých let také barokní kaple.

## Popis
Jednalo se o jednopatrový zámek s dvojicí pravoúhle spojených křídel. Na severovýchodním křídle se nacházel renesanční štít jako připomínka tvrze. Z patra chodby se vstupovalo na oratoř kaple svatého Kříže, která byla postavena roku 1732.